# Fiat A.14
Il Fiat A.14 era un motore aeronautico 12 cilindri a V di 60° raffreddato ad acqua, prodotto, nel 1917 dalla italiana Società Italiana Aviazione, diventata poi Fiat Aviazione.
Era caratterizzato da soluzioni all'avanguardia per l'epoca quali l'adozione della distribuzione a singolo albero a camme in testa (SOHC) a 4 valvole per cilindro e la collocazione dei due carburatori per l'alimentazione all'interno della V per contenere l'ingombro longitudinale.
Utilizzato in diversi velivoli di produzione italiana durante la prima guerra mondiale, l'A.14 detenne il primato di essere il più grande e più potente tra i motori per uso aeronautico nel mondo.
Durante il periodo di produzione, dal 1917 sino alla fine del conflitto, venne realizzato in 500 unità.
L'unità era accreditata di 700 CV (515 kW) nominali.

## Velivoli utilizzatori
Italia
- Fiat A.R.F.
- Fiat B.R.
- Fiat B.R.1
- Fiat R.2
- Fiat R.22
- Fiat R.700
- SIA 9B
- Macchi M.19

 Svezia
- Heinkel HD 14